# 詹尼·巴拉扎
詹尼·巴拉扎（義大利語：Jenny Barazza，1981年7月24日—），意大利排球运动员。她曾代表意大利参加2004年、2008年和2012年夏季奥林匹克运动会排球比赛，均未能获得奖牌。